# Hobbit: Pustkowie Smauga

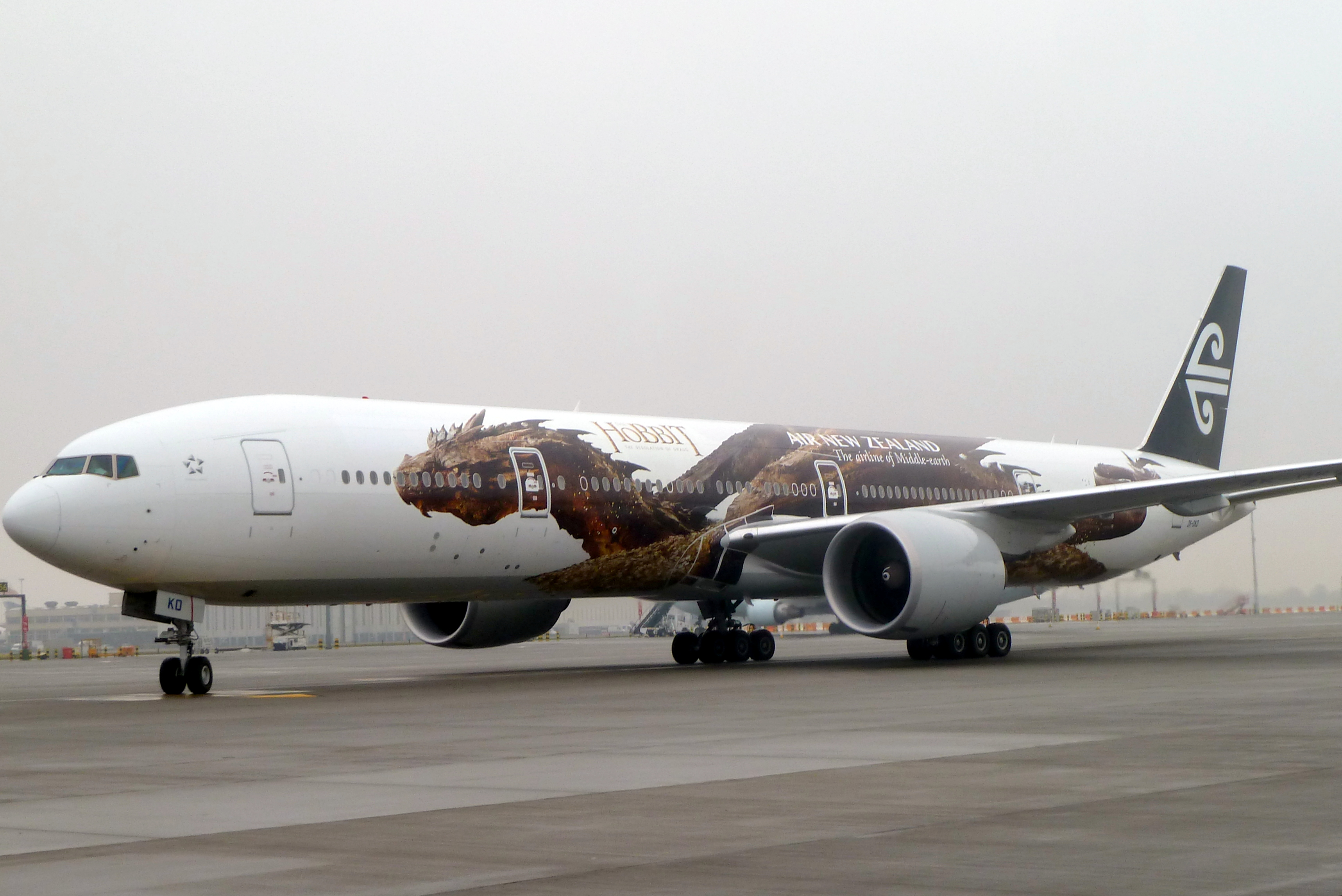
Nowozelandzki samolot z reklamą filmu

Hobbit: Pustkowie Smauga (ang. The Hobbit: The Desolation of Smaug) – amerykańsko-nowozelandzki film przygodowy fantasy, druga część trylogii Hobbit, będącej adaptacją powieści Hobbit, czyli tam i z powrotem J.R.R. Tolkiena.

## Fabuła
Hobbit Bilbo Baggins i trzynastu krasnoludów kontynuują swoją ekspedycję do Samotnej Góry. Choć udało im się zbiec z zasadzki orków, ci nadal ich ścigają. Po krótkim pobycie u Beorna podróżni muszą przejść przez owianą złą sławą Mroczną Puszczę. Tam opuszcza ich czarodziej Gandalf, który musi wraz z Radagastem zbadać niepokojące sygnały powrotu Nazguli. Kompania już bez niego wkracza do opanowanego przez mroczne siły lasu. Okaże się to najtrudniejszym etapem całej wyprawy. W Puszczy na wędrowców czyhają krwiożercze potwory, a władca tej krainy – Thranduil – nie jest przychylny krasnoludom. Na drodze do Ereboru stoi też Esgaroth – rządzone przez skorumpowane władze – miasto ludzi. Jego mieszkańcy zatracili już wiarę w dawne legendy o powrocie Króla spod Góry. Krasnoludy będą musiały ich przekonać o prawdziwości swoich intencji. Najtrudniejszym wyzwaniem okaże się jednak starcie z samym Smaugiem.

## Obsada
| Rola | Aktor                | Polski dubbing        |
| --- | -------------------- | --------------------- |
| Bilbo Baggins | Martin Freeman       | Waldemar Barwiński    |
| Gandalf Szary | Ian McKellen         | Wiktor Zborowski      |
| Thorin II Dębowa Tarcza | Richard Armitage     | Szymon Kuśmider       |
| Smaug, Czarnoksiężnik | Benedict Cumberbatch | Jacek Mikołajczak     |
| Balin | Ken Stott            | Zdzisław Wardejn      |
| Bofur | James Nesbitt        | Krzysztof Banaszyk    |
| Bifur | William Kircher      | –                     |
| Legolas | Orlando Bloom        | Lesław Żurek          |
| Tauriel | Evangeline Lilly     | Lidia Sadowa          |
| Bard Łucznik | Luke Evans           | Łukasz Simlat         |
| Thranduil | Lee Pace             | Piotr Grabowski       |
| Dwalin | Graham McTavish      | Jan Janga-Tomaszewski |
| Kíli | Aidan Turner         | Marcin Przybylski     |
| Fíli | Dean O’Gorman        | Paweł Ciołkosz        |
| Dori | Mark Hadlow          | Andrzej Szopa         |
| Nori | Jed Brophy           | Piotr Bajor           |
| Ori | Adam Brown           | Rafał Fudalej         |
| Óin | John Callen          | Marek Frąckowiak      |
| Glóin | Peter Hambleton      | Leon Charewicz        |
| Galadriela | Cate Blanchett       | Danuta Stenka         |
| Radagast Bury | Sylvester McCoy      | Wiesław Komasa        |
| Beorn | Mikael Persbrandt    | Zbigniew Konopka      |
| Władca Miasta nad Jeziorem | Stephen Fry          | Jan Prochyra          |
| Alfrid | Ryan Gage            | Jarosław Boberek      |
| Hilda Blanca | Sarah Peirse         | Jolanta Wołłejko      |
| Sigrid | Peggy Nesbitt        | Julia Chatys          |
| Tilda | Mary Nesbitt         | Magda Kusa            |
| Bain | John Bell            | Jan Rotowski          |
| Percy | Nick Blake           | Waldemar Obłoza       |
| Elros | Robin Kerr           | Rafał Rutkowski       |
| Galion | Craig Hall           | Miłogost Reczek       |
| Narzug | Ben Mitchell         | Jakub Wieczorek       |
| Wersja polska: Studio Sonica Reżyseria: Piotr Kozłowski Tłumaczenie i dialogi polskie: Michał Wojnarowski Lektor: Piotr Borowiec Dźwięk i montaż: Agnieszka Stankowska Zgranie: Mafilm Audio w Budapeszcie Organizacja produkcji: Agnieszka Kudelska W pozostałych rolach: Maciej Kujawski, Krzysztof Szczerbiński, Karol Pocheć, Marcin Rogacewicz, Aleksander Wysocki, Joanna Kwiatkowska-Zduń, Monika Węgiel |                      |                       |